# Zanardi (personaggio)
(Andrea Pazienza)
Zanardi, al secolo Massimo Zanardi, è un personaggio dei fumetti creato da Andrea Pazienza e protagonista di una serie di storie realizzate negli anni ottanta. Esordì nel 1981 sulla rivista Frigidaire. Liceale perfido e amorale, è divenuto rappresentativo della generazione dei giovani italiani dei primi anni ottanta. Le sue storie a fumetti sono state negli anni ristampate varie volte e sono state oggetto di mostre e di riconoscimenti. Il personaggio compare anche nel film Paz! del 2002, omaggio alla vita e alle opere dell'autore.

## Storia editoriale
Il personaggio esordisce con la storia Giallo scolastico pubblicata sulla rivista Frigidaire (n. 5, marzo 1981) dove prosegue fino al 1983 con altre storie conclusive; dal 1984 viene pubblicato su Corto Maltese e alter alter mentre dal 1986 prosegue su Comic Art fino al 1988; l'ultima storia inedita venne pubblicata postuma nel 1997 in un volume della Einaudi.
Elenco delle storie con il personaggio (fra parentesi la rivista e il periodo di pubblicazione):
- Giallo scolastico (Frigidaire, n. 5, marzo 1981)
- Pacco (Frigidaire, n. 11, ottobre 1981)
- Verde matematico (Frigidaire n. 15, febbraio/marzo 1982)
- Notte di carnevale (Frigidaire, nn. 18-20-23, maggio-luglio-novembre 1982)
- La proprietà transitiva dell'uguaglianza (prologo realizzato per il volume Zanardi, Primo Carnera Editore, febbraio 1983)
- Massimo Zanardi l'inesistente (Frigidaire, n. 29, aprile 1983)
- Lupi (Corto Maltese, anno 2, n. 5, maggio 1984)
- Cravatte (alter alter n. 11, novembre 1984)
- Zanardi. La prima delle tre (alter alter, numero 1/2, gennaio/febbraio 1985)
- I modi, prologo (Comic Art, n. 28, dicembre 1986)
- I modi, capitolo 1: Cuore di mamma (Comic Art, n. 28, dicembre 1986)
- I modi, capitolo 2: Cenerentola 1987 (Comic Art, nn. 29/31, gennaio/marzo 1987)
- Zanna la vecchiezza è una Roma (Comic Art, n. 32, aprile 1987)
- Zanardi at the war (Comic Art, n. 36, settembre 1987)
- Zanardi medioevale (Comic Art, nn. 37/39-42/43, ottobre/dicembre 1987-marzo/aprile 1988)
- Storiella bianca (Comic Art, n. 40, gennaio 1988)
- La logica del fast food (Comic Art, n. 41, febbraio 1988)
- Storiella inedita di Zanardi (breve storia pubblicato sul volume Paz, editore Einaudi, 1997)

L'opera è stata raccolta da vari editori in volumi antologici intitolati semplicemente Zanardi editi il primo dalle edizioni Primo Carnera nel 1983, dalla Baldini & Castoldi e in allegato alla rivista L'Espresso nel 2006 come primo dei quattro volumi dedicati all'autore.

## Biografia del personaggio
(Andrea Pazienza, 1987)
Massimo Zanardi, detto Zanna, è un giovane ragazzo alto e magro, dal naso aquilino, occhi azzurri - con uno sguardo freddo e impassibile - e capelli biondi con un ciuffo pronunciato, studente ripetente presso il liceo scientifico Fermi di Bologna durante i primi anni ottanta; nelle prime storie ha 21 anni mentre nell'ultima afferma di avere 23 anni; è estremamente cinico e cattivo, privo di scrupoli e di valori; fa uso di ogni tipo di droga. Ha degli amici: Roberto Colasanti detto Colas e Sergino Petrilli detto Pietra. Ha commesso una lunga serie di atti riprovevoli, dal furto all'omicidio; è orfano di padre e ha una sorella. Guida una Golf nera. Lo stesso Pazienza disse del personaggio, in un'intervista: «La caratteristica principale di Zanardi è il vuoto. L'assoluto vuoto che permea ogni azione».

## Influenza culturale
Nel fumetto Fantomax della Coconino Press un personaggio dalle medesime fattezze del Massimo Zanardi di Pazienza, e con lo stesso nome, viene raffigurato essere la penultima incarnazione di Fantomax, un collettivo criminale devoto al male assoluto ed alla conquista del mondo, che si serve di un agente/portavoce/leader mascherato e periodicamente eletto, predecessore dell'effettivo protagonista della serie. Contrariamente al Massimo Zanardi di Pazienza, il Massimo Zanardi ritratto in questa serie pratica il Male non per noia, ma in ottemperanza ad un preciso ed organizzato piano destinato a conferire potere e ricchezza all'organizzazione che l'ha prescelto.
A detta di alcuni critici, Zanardi, assieme al Ranxerox di Stefano Tamburini, sarebbe stato d'ispirazione per il personaggio dello Zingaro presente nel film Lo chiamavano Jeeg Robot (2015).

## Altri media
- Massimo Zanardi - Non mi si chiami Fido, dunque (2004) romanzo di Tomaso Pessina.[14][15][16]

## Premi e riconoscimenti
- Busto dedicato al personaggio nel parco Piancastelli di Fusignano (1994);[6]
- mostra Andrea Pazienza 30 anni senza Zanardi (2018): all'autore e alla sua opera è stata, in occasione del 30º anniversario della morte, dedicata una mostra con 120 opere.[7][17][18]